# Riad Bajić
Riad Bajić, född 6 maj 1994 i Sarajevo, är en bosnisk fotbollsspelare som för närvarande spelar i den italienska klubben Udinese. Bajić har representerat Bosnien och Hercegovina på både U19- och U21-nivå.

## Karriär på klubbnivå
Bajic började spela fotboll för Zeljeznicar. Efter flera år på ungdomsnivå debuterade Bajić för A-laget sommaren 2013. Debutmatchen ägde rum i tjeckiska Plzen i en Champions League-kvalmatch mot FC Viktoria Plzeň. Zeljeznicar förlorade matchen med 4-3 och Bajić hoppade in i matchminut 77 för de dåvarande bosniska mästarna. Bajic fortsatte spela fotboll för Zeljeznicar de kommande två säsongerna. Säsongen 2014-15 vann han den bosniska skytteligan efter 15 mål i ligan.
I augusti 2015 flyttade Bajić till Turkiet. Den 8 samma månad undertecknade han ett kontrakt med fotbollsklubben Konyaspor som sträcker sig till 2018.